# Уурайнен
Уурайнен (фін. Uurainen) — громада в провінції Центральна Фінляндія, Фінляндія. Загальна площа території — 372,26 км², з яких 24,22 км² — вода. 

## Демографія
На 31 січня 2011 в громаді Уурайнен проживало 3449 осіб: 1754 чоловіків і 1695 жінок. 
Фінська мова є рідною для 99,07% жителів, шведська — для 0,14%. Інші мови є рідними для 0,78% жителів громади. 
Віковий склад населення: 
- до 14 — 24,12%
- від 15 до 64 років — 60,08%
- від 65 років — 15,98%

Зміна чисельності населення за роками:  
| Рік  | Чисельність |
| ---- | ----------- |
| 1980 | 2739        |
| 1990 | 2961        |
| 2000 | 3125        |
| 2010 | 3455        |
| 2011 | 3449        |